# Dialog (miesięcznik)
Dialog – czasopismo literacko-artystyczne, którego tematyką jest dramaturgia współczesna (teatralna, radiowa i telewizyjna). Miesięcznik powstał w 1956 roku, wydawany jest w Warszawie. Od 1 kwietnia 2010 r. wydawcą jest Instytut Książki. W każdym numerze drukowany jest dramat lub scenariusz, najczęściej jeszcze przed premierą teatralną lub telewizyjną. Pismo drukuje też eseje i felietony dotyczące sztuki dramatycznej oraz umieszcza przekłady dramatów obcych.
Eseje, recenzję i artykuły krytyczne do „Dialogu” pisali między innymi: Jan Błoński, Andrzej Kijowski, Andrzej Tadeusz Kijowski, Zbigniew Mikołejko oraz Jan Kott. W czasopiśmie drukowano utwory dramatyczne twórców takich jak: Ireneusz Iredyński, Zbigniew Herbert, Ernest Bryll, Jarosław Marek Rymkiewicz, Janusz Głowacki, Sławomir Mrożek, Tadeusz Różewicz, Olgierd Kajak.
Pismo powstało w 1956 roku. Jego założycielem i pierwszym redaktorem naczelnym był Adam Tarn, a zastępcą redaktora naczelnego (od 1956 do 1969 r.) był Konstanty Puzyna, który następnie kierował pismem od roku 1971 do swojej śmierci w roku 1989. Redaktorami naczelnymi byli także Stanisław Stampf’l (1968-1971) i Jerzy Koenig (1989-1990). Od 1991 do 2023 roku „Dialogiem” kierował Jacek Sieradzki.
26 kwietnia 2023 r. stanowisko redaktora naczelnego „Dialogu” objął dr Antoni Winch. Wywołało to kryzys w redakcji pisma. W następstwie odsunięcia przez redaktora naczelnego pozostałych członków redakcji pisma od pracy przy tworzeniu numerów (w okresie czerwiec–listopad 2023 wszedł tylko jeden numer „Dialogu”), zdecydowali się oni na stworzenie „Dialogu Puzyny”.
Od marca 2024 redaktorem naczelnym „Dialogu” jest Piotr Olkusz.
Zespół redakcyjny (stan na 30 czerwca 2024): Zuzanna Berendt, Dorota Jovanka Ćirlić, Helena Dziurnikowska, Justyna Jaworska (dział polski), Ewa Hevelke (sekretarz redakcji), Barbara Klicka, Joanna Krakowska (dział eseistyki, zastępca redaktora naczelnego), Piotr Olkusz (redaktor naczelny i dział zagraniczny), Małgorzata Semil, Kornelia Sobczak, Anna Kruk (korekta), Anna Wycech.